# Coeficiente balístico

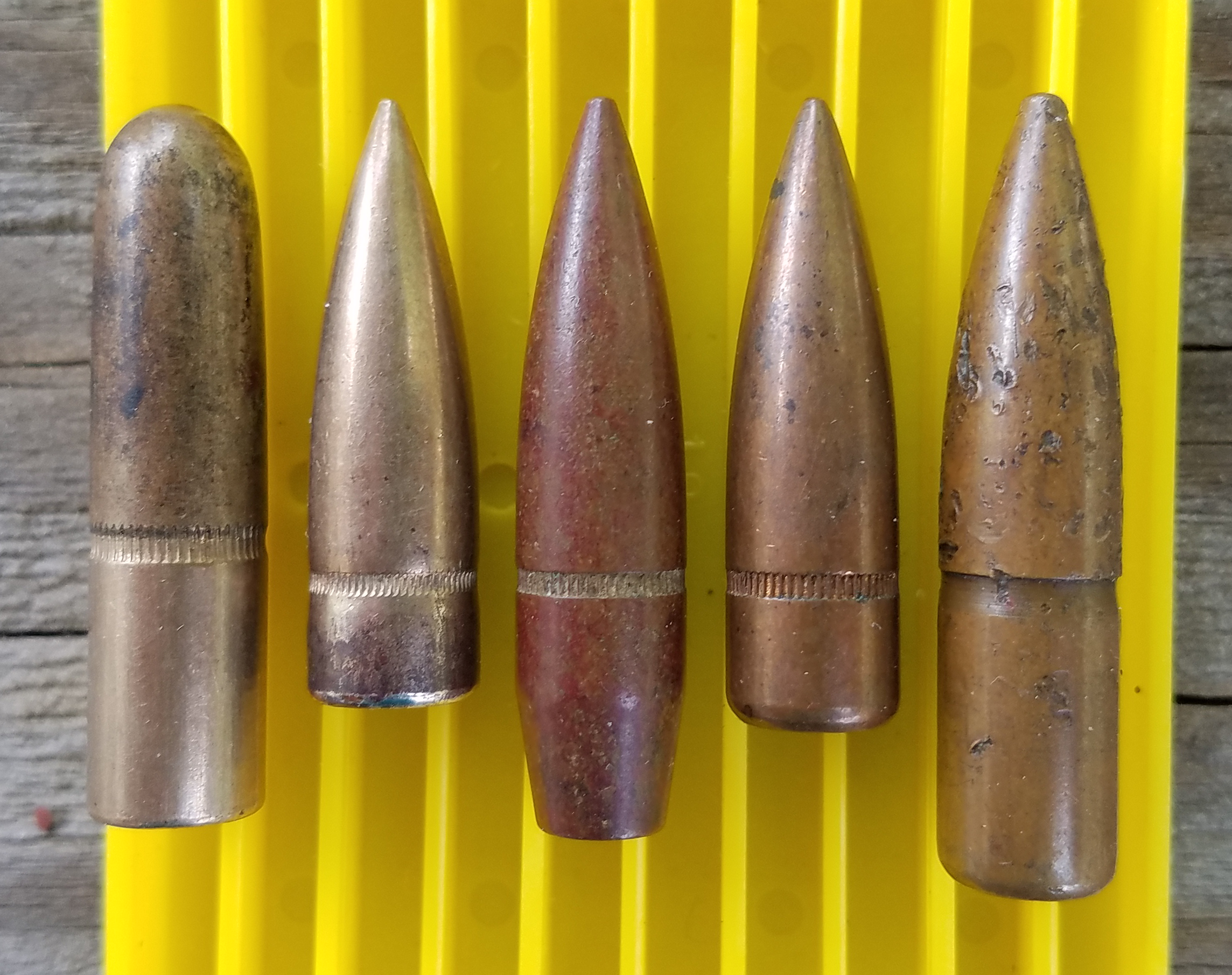
Uma seleção de balas com diferentes formas e, portanto, diferentes coeficientes balísticos

Em balística, Coeficiente balístico (frequentemente abreviado para CB) de um corpo, é uma medida de sua capacidade de superar a resistência do ar em vôo.
O coeficiente balístico é inversamente proporcional à aceleração negativa: um número alto indica uma aceleração negativa baixa - o arrasto no corpo é pequeno em proporção à sua massa. O CB pode ser expresso com as unidades de quilograma por metro quadrado (kg/m2) ou libra-peso por polegada quadrada (lbs/in2) (onde 1 lb/in2 corresponde a 703,069581 kg/m2).